# Solaris Bus & Coach
Solaris Bus & Coach S.A. — польская компания по производству автобусов, электробусов, троллейбусов, трамваев, возникшая в 2001 году. Фирма начинала со сборки по лицензии городских автобусов Neoplan, а с получением независимости от немецкого хозяина они послужили основой для собственных многоместных пассажирских машин серии Urbino и трамваев серии Tramino.
В сентябре 2018 года CAF Group выкупила контрольный пакет акций компании, и теперь она принадлежит испанцам.
В программе фирмы уже две полноценные серии различных автобусов, которые предлагаются с несколькими вариантами кузовов, разными колёсными формулами, планировками салонов, вместимостью и разными агрегатами.

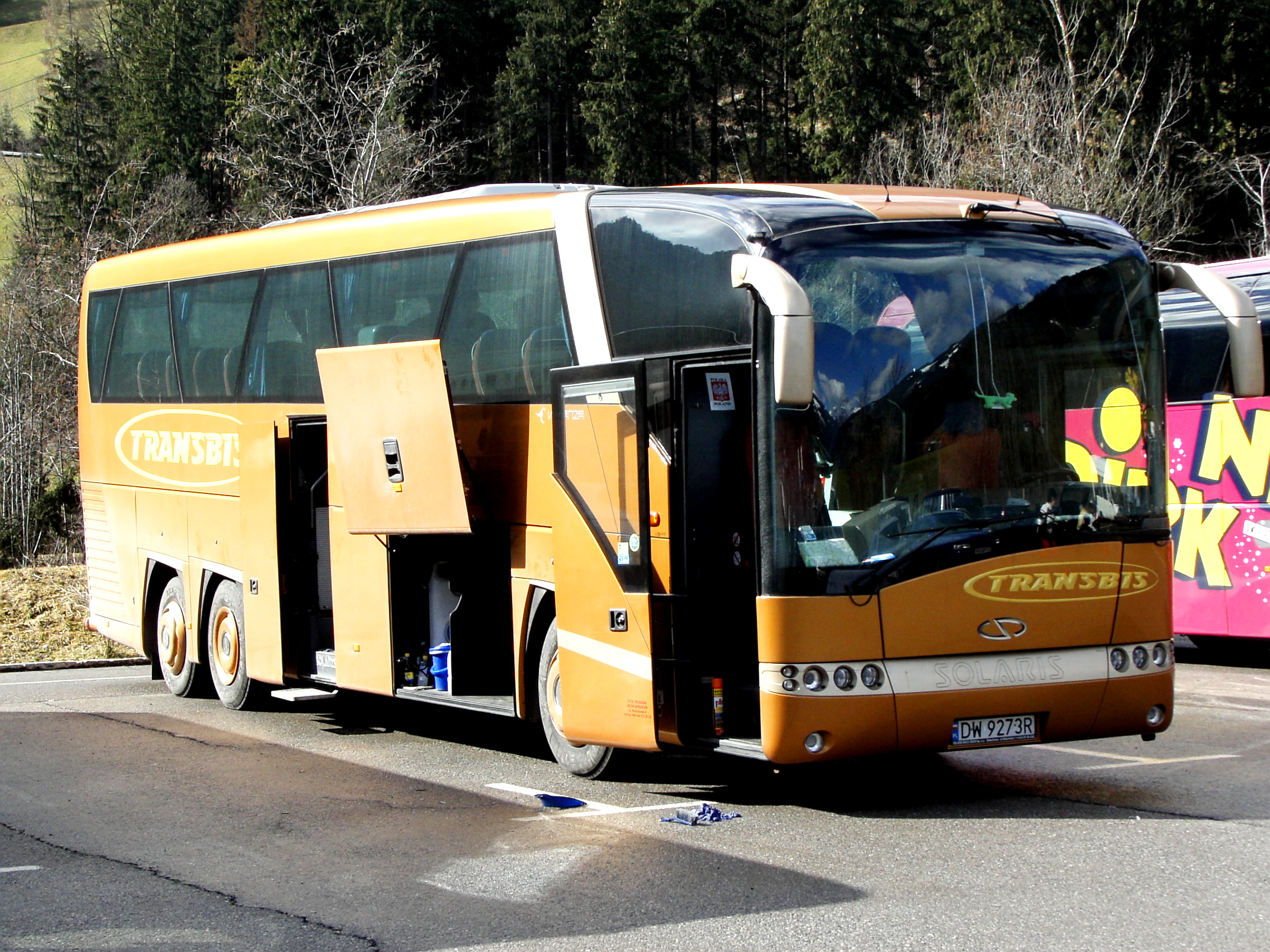
Solaris Vacanza

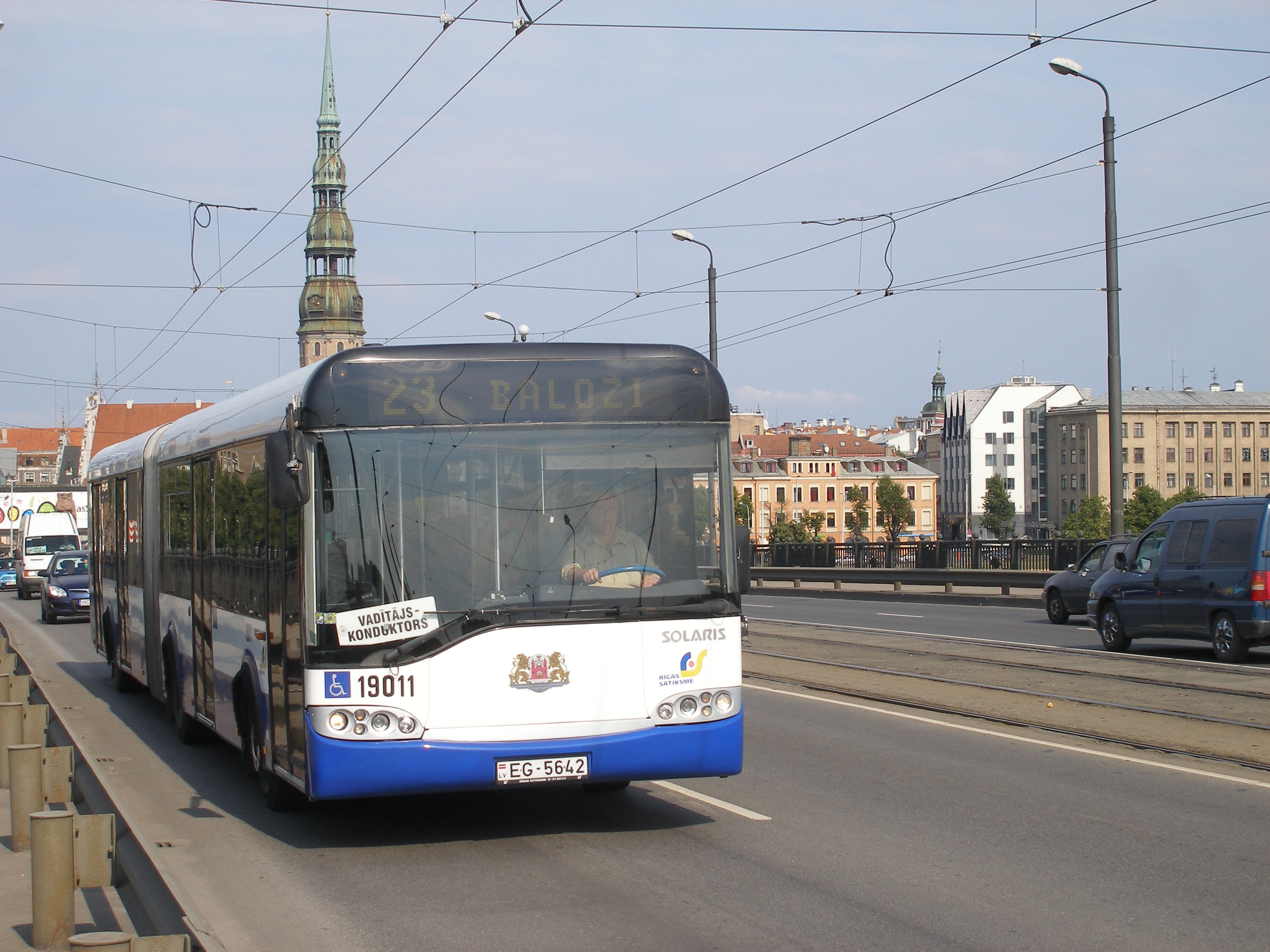
Solaris Urbino 18 в Риге

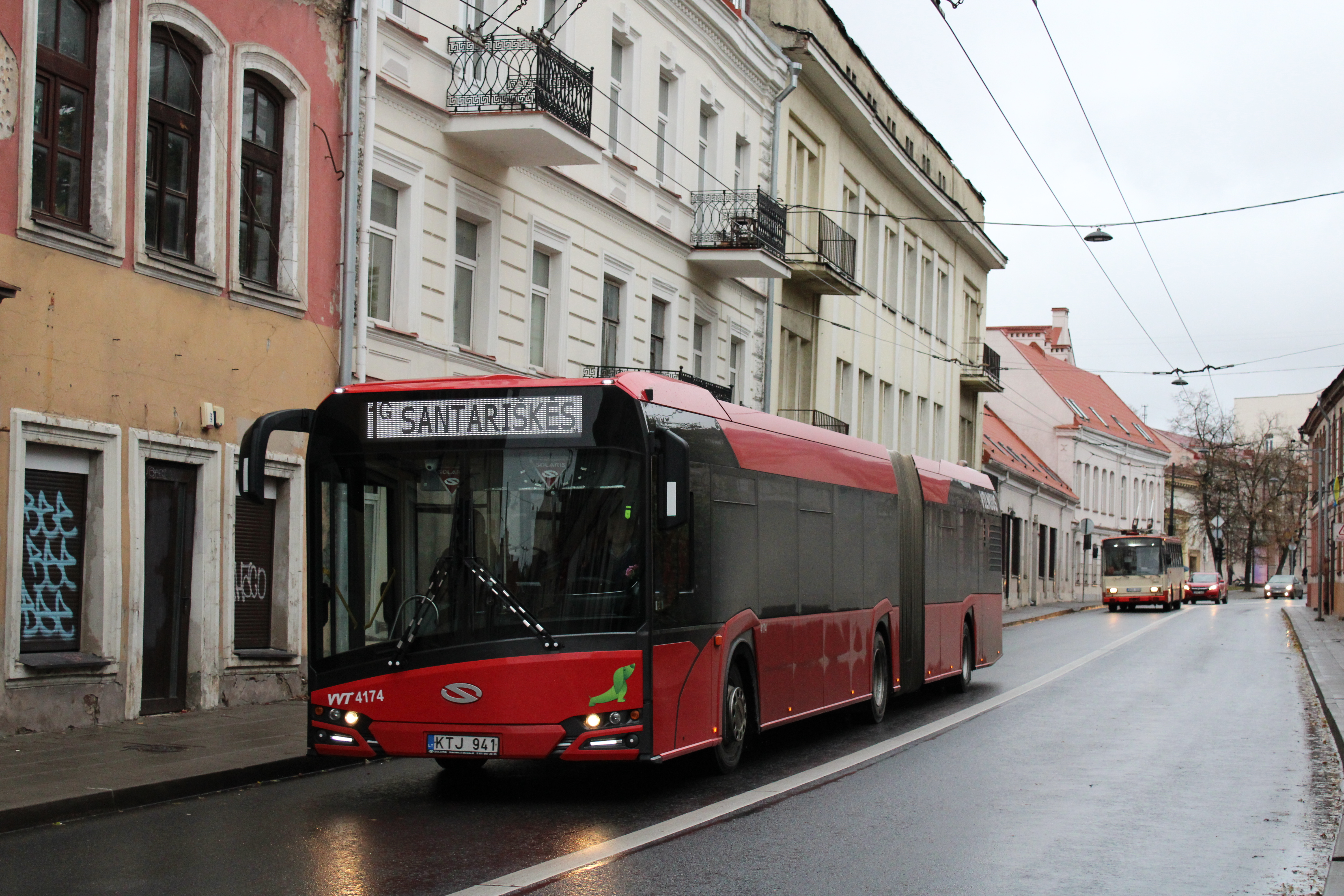
Solaris Urbino 18 (IV) в Вильнюсе

## Автобусы

### Серия Urbino
В конце 1998 года польский филиал Neoplan Polska совместно с Берлинским дизайнерским бюро IFS Designatelier разработал новый вариант своего стандартного 3-осного 15-метрового городского автобуса с изменённой передней панелью и обновлённым салоном с тремя боковыми дверями. На следующий год на испытания поступил первый собственный вариант Solaris Urbino (6x2), ещё через год была собрана опытная партия из 7 машин для Варшавы. Теперь в низкорамную гамму Urbino входят 4 базовые модели — 2-осные Urbino-10 и Urbino-12 с длиной несущих кузовов 9,9 и 12,0 м, 3-осный Urbino-15 (6x2) с управляемыми колёсами задней ведомой оси и сочленённый Urbino-18. Для местного сообщения имеется также 9-метровый вариант Urbino-9 с задними односкатными колёсами. Все они предлагаются с разной планировкой салонов с количеством мест для сидения от 9 до 46 и общей вместимостью 80—175 пассажиров.
В отличие от немецкого прототипа короткие модели оснащены 6-цилиндровым дизельным двигателем IVECO мощностью 239 л. с. с системой подачи топлива Common Rail, а более крупные — моторами DAF в 248, 310 или 360 л. с. По заказу для них предлагаются дизели MAN мощностью 220—310 л. с. Все автобусы оснащены автоматическими коробками передач ZF или Voith с замедлителем и двухконтурной пневматической тормозной системой со всеми дисковыми тормозами, а по заказу — трапами для въезда инвалидов и правосторонними органами управления. В конце 2004 года гамма городских автобусов Urbino удостоена второго места в конкурсе «Автобус 2005 года».

### Серия Vacanza
В 2001 году фирма представила первый вариант своего оригинального 12-метрового туристского автобуса Vacanza-12 высокого класса с принципиально новыми внешними формами, полусферическим ветровым стеклом и оригинальным рисунком наклонной нижней части оконной рамы, несимметричным расположением стеклоочистителей, а также клиновидным кузовом с наклонёнными в разные стороны промежуточными боковыми стойками. В 2003 году был представлен 3-осный вариант Vacanza-13 (6х2) длиной 12,9 м и вместимостью 48-53 пассажира. Автобусы укомплектованы дизельным двигателем DAF XE мощностью 340 или 428 л. с., механической 8-ступенчатой или автоматизированной коробкой передач, передней независимой пневматической подвеской.

### Серия Alpino

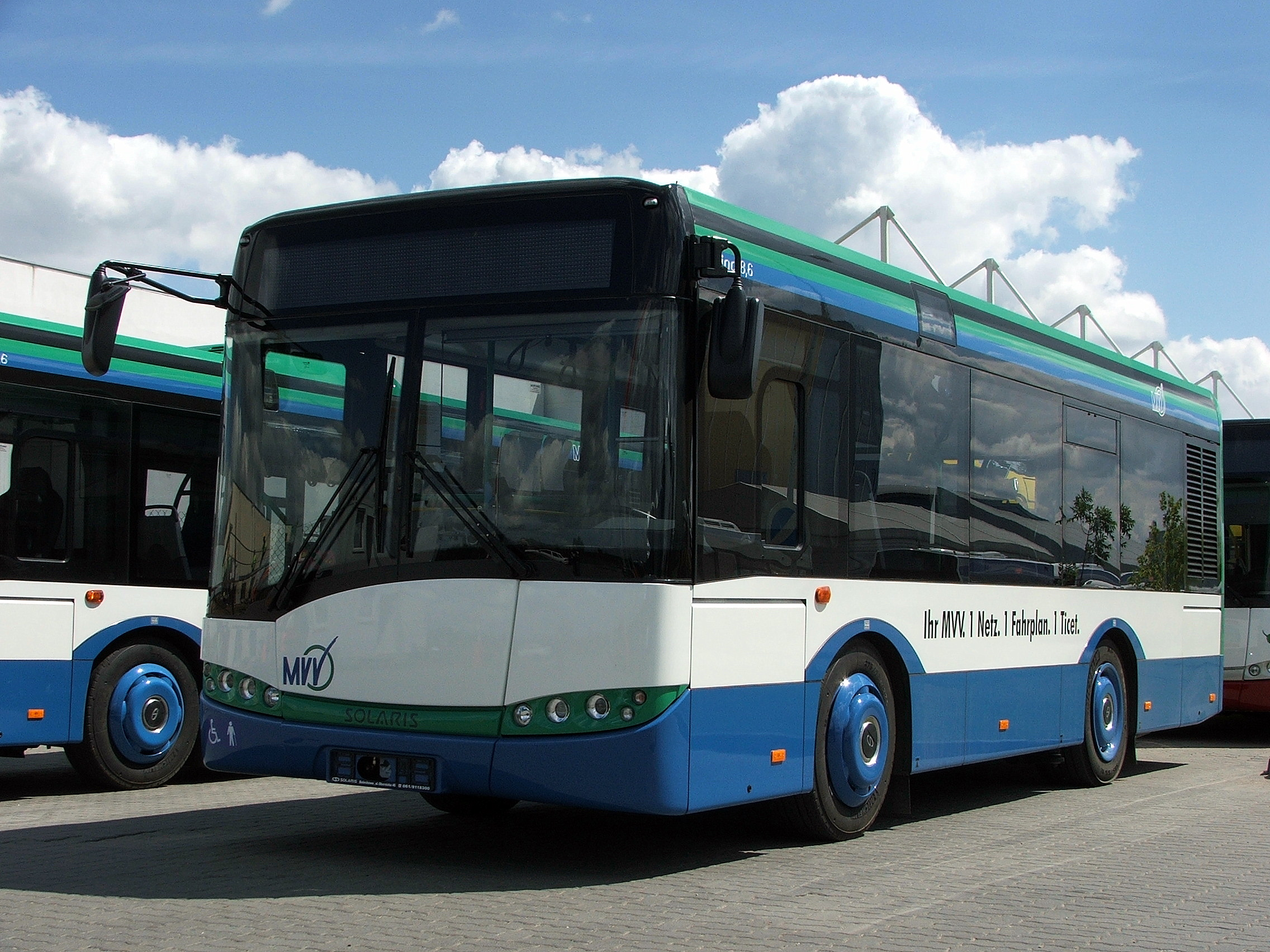
Solaris Alpino в Мюнхене

В 2006 году была построена модель Alpino, сделанная на основе модели Urbino в укороченном исполнении. Он специально предназначен для пассажирских перевозок в альпийских странах.

### Гибридный автобус
В 2006 году Solaris Bus внедрил гибридную схему GM/Allison (производства компаний General Motors и Allison) в автобус Urbino. Поступили заказы из городов Дрезден и Лейпциг.

## Троллейбусы

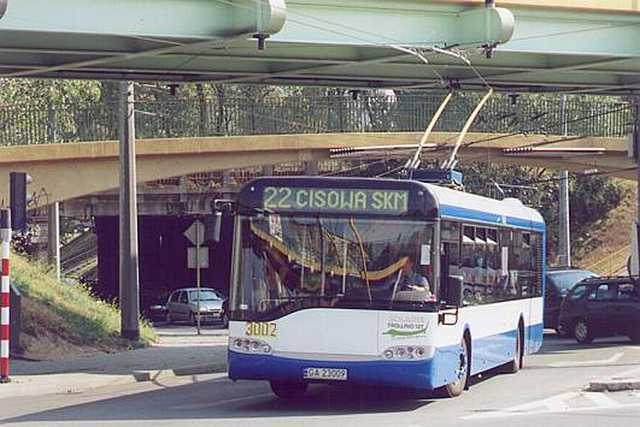
Solaris Trollino 12 в Гдыне

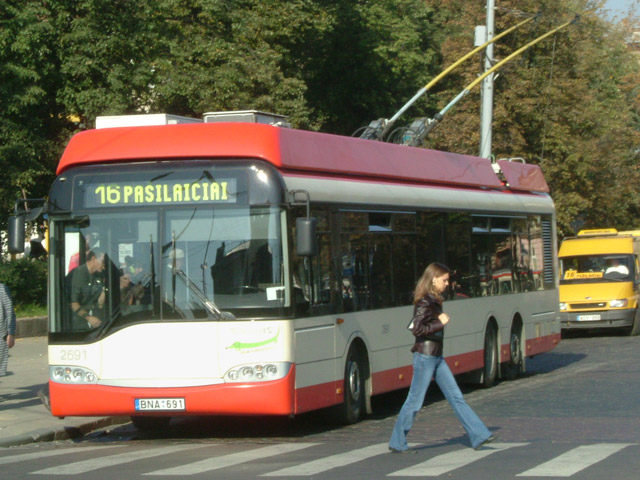
Solaris Trollino 15 в Вильнюсе

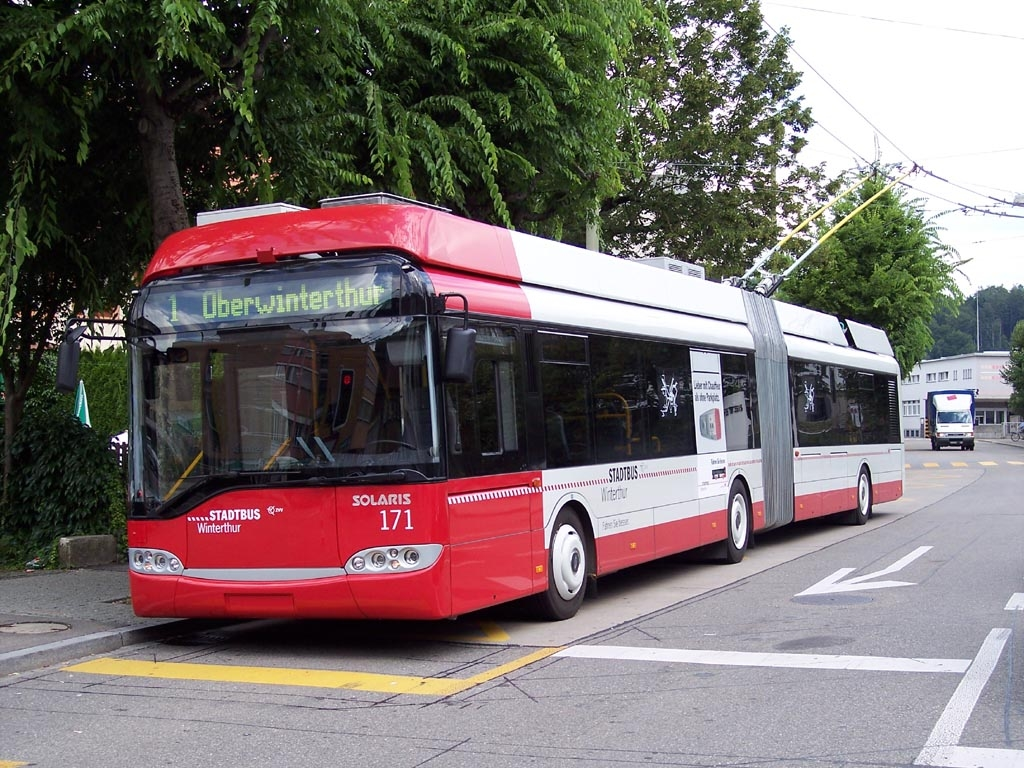
Solaris Trollino 18 в Винтертуре

В 2001 году на основе конструкции Urbino был представлен низкопольный троллейбус[уточнить] Trollino, который был выпущен в 2005 году. Также на основе троллейбусов Solaris Trollino 12 и Solaris Trollino 18 были сделаны троллейбусы Škoda 27tr Solaris и Škoda 28Tr Solaris.
- Solaris Trollino 12
- Solaris Trollino 15
- Solaris Trollino 18

## Трамваи

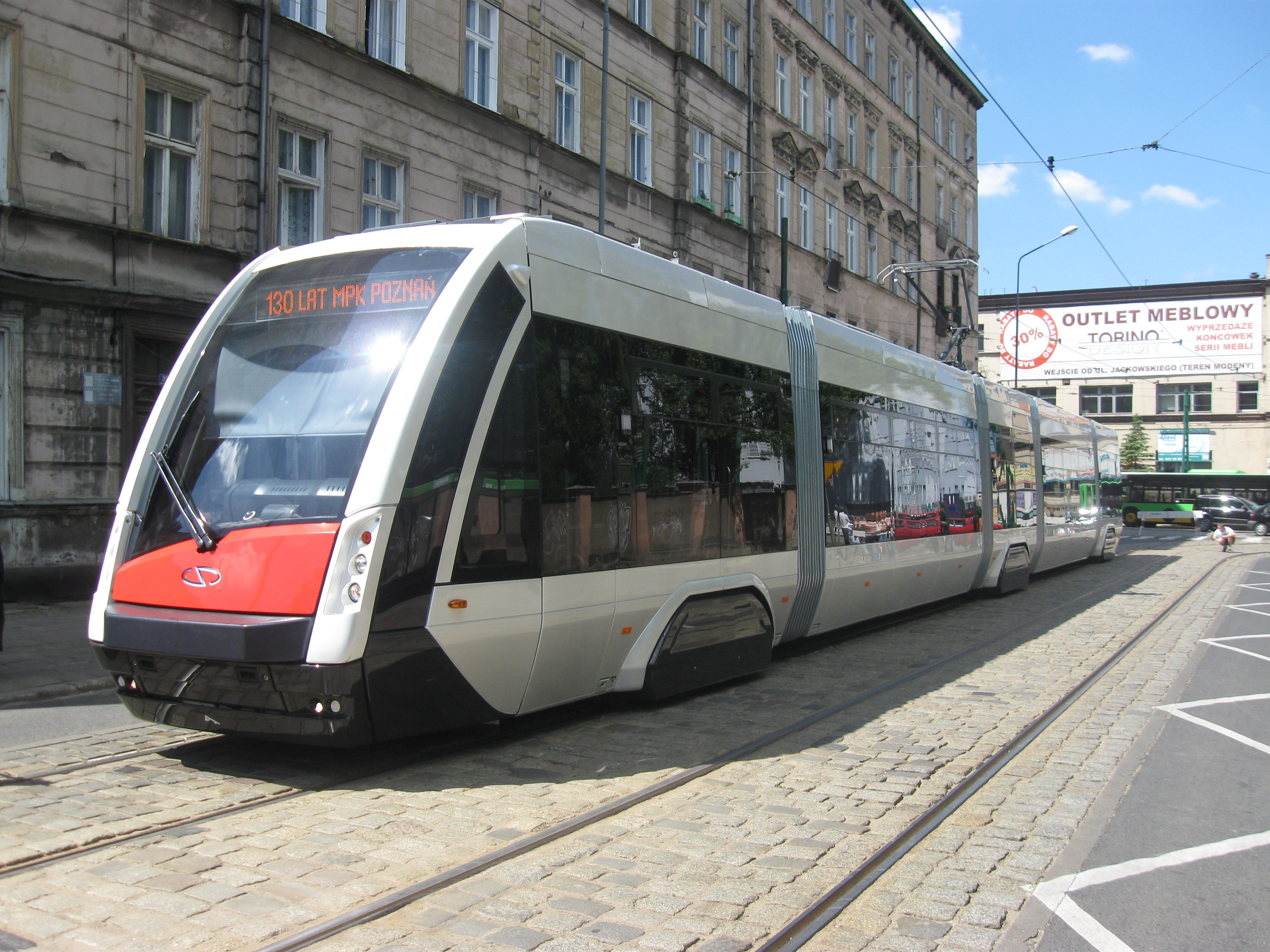
Solaris Tramino

### Серия Tramino
В 2009 году фирма выпустила пятисекционный низкопольный трамвай Solaris Tramino, способный развивать скорость 70 км/ч.